# Cercospora zebrina
Cercospora zebrina Pass. – gatunek grzybów z klasy Dothideomycetes. Mikroskopijny grzyb pasożytniczy powodujący u roślin plamistość liści/.

## Systematyka i nazewnictwo
Pozycja w klasyfikacji według Index Fungorum: Cercospora, Mycosphaerellaceae, Capnodiales, Dothideomycetidae, Dothideomycetes, Pezizomycotina, Ascomycota, Fungi.
Po raz pierwszy opisał go Giovanni Passerini w 1877r. i nadana przez niego nazwa naukowa jest ważna. Synonimy:
- Cercospora helvola Sacc. 1882
- Cercospora stolziana Magnus 1905
- Cercosporina zebrina (Pass.) Matsuura 1930

## Morfologia
Zaliczany jest do grupy grzybów cerkosporoidalnych. Rozwija się jako endofit w tkankach roślin. Powoduje powstawanie na obu stronach ich liści rozproszone, często zlewających się z sobą, wyraźne, kanciastych lub nieregularnych plam, często ograniczonych nerwami liści. Mają średnicę 1–10 mm, jasnobrązowy lub brudnobrązowy środek i purpurowobrązowy brzeg. Podkładki małe, słabo rozwinięte, złożone z kilku brązowych komórek. Konidiofory w liczbie 3–20 w rozbieżnych wiązkach, jasnooliwkowobrązowe, bez sept lub rzadko septowane, proste lub rzadko 1–3 razy lekko kolankowate, nierozgałęzione, 20–115 × 3–5,5 µm. Konidia powstają pojedynczo, są szkliste lub jasnooliwkowe, nitkowate.

## Występowanie i siedlisko
Znane jest występowanie Cercospora zebrina w Ameryce Północnej, Środkowej i Południowej, Europie, Azji, Australii i na Nowej Zelandii. W Polsce d0 2003 r. podano wiele stanowisk, wszystkie na różnych gatunkach koniczyny (Trifolium).